# Nicolaas Laurens Burman

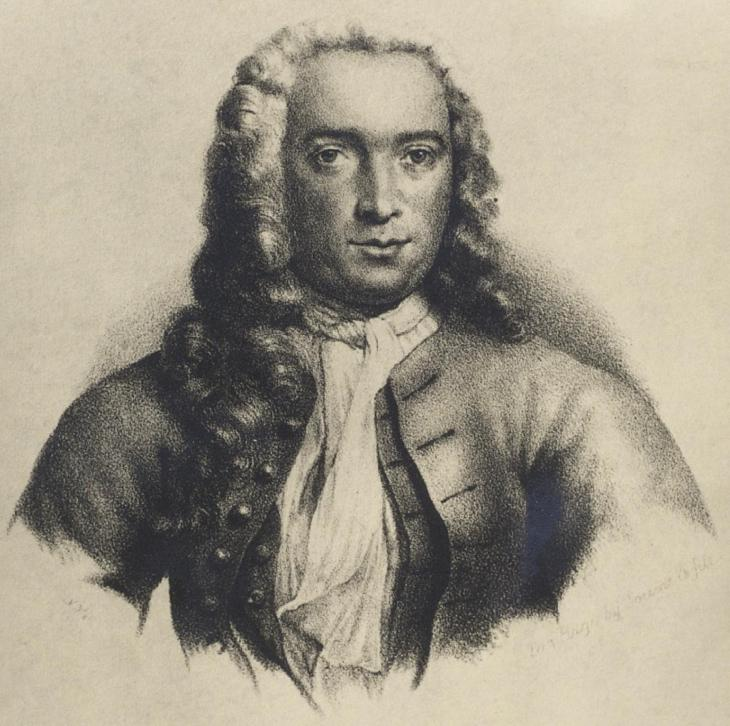
Nicolaas Laurens Burman

Nicolaas Laurens Burman (* 27. Dezember 1734 in Amsterdam; † 11. September 1793 ebenda) war ein niederländischer Botaniker. Sein offizielles botanisches Autorenkürzel lautet „Burm.f.“

## Leben und Wirken
Nicolaas Laurens Burman war der Sohn des Botanikers Johannes Burman und dessen Frau Adriana van Buuren. 1751 begann er sein Studium in Leiden, das er 17. August 1759 mit einer Arbeit über die Gattung der Geranien beendete. Im April 1760 ging Burman nach Uppsala, um bei Carl von Linné seine Studien fortzusetzen. Im Oktober 1760 verließ er Uppsala wieder. Über Dänemark und Hamburg kehrte Burman im Januar 1761 nach Amsterdam zurück. Anfang 1768 erschien mit Flora Indica sein bedeutendstes Werk. Im gleichen Jahr wurde Burmanr zum Mitglied der Leopoldina gewählt. 1777 wurde er Nachfolger seines Vaters als Professor am Athenaeum Illustre Amsterdam.

## Schriften (Auswahl)
- Specimen botanicum de geraniis, quod favente summo numine ex auctoritate magnifici rectoris, Jo. Nic. Seb. Allamand, […] nec non amplissimi senatus academici consensu, & nobilissimae facultatis medicae decreto, pro gradu doctoratus, […] eruditorum examini subjicit Nicolaus Laurentius Burmannus. Leiden 1759 – Dissertation unter Kasimir Christoph Schmidel
- Flora Indica: cui accedit series zoophytorum Indicorum, nec non prodromus florae Capensis. Haek u. a., Leiden u. a. 1768, doi:10.5962/bhl.title.60581.
- Flora Corsica. In: Nova Acta Physico-Medica Academiae Caesareae Leopoldino-Carolinae Naturae Curiosorum. Band 4, 1770, Appendix S. 208–254.
- Pharmacopoea Amstelodamensis Nova. Dronsberg, Amsterdam 1792, urn:nbn:de:hbz:061:2-30958, (Mitarbeit).

## Nachweise
- Burman (Nicolaas Laurens). In: Jacques A. de Chalmot: Biographisch woordenboek der Nederlanden. Band 5. Allart, Amsterdam 1799, S. 157–161 (Digitalisat).
- Burman (Nicolaas Laurens). In: Abraham Jacob van der Aa: Biographisch woordenboek der Nederlanden. Bevattende levensbeschrijvingen van zoodanige personen, die zich op eenigerlei wijze in ons vaderland hebben vermaard gemaakt. Bd. 2, Tl. 4. Van Brederode, Haarlem 1855, S. 1607–1609 (Digitalisat).
- Molhuysen: Burman (Nicolaas Laurens). In: Nieuw Nederlandsch Biografisch Woordenboek. (NNBW). Band 1. A. W. Sijthoff, Leiden 1911, Sp. 354, (Digitalisat).
- D. Onno Wijnands: Burman’s Prodromus Florae Capensis. In: Botanical Journal of the Linnean Society. Band 109, Nr. 4, 1992, S. 485–502 (doi:10.1111/j.1095-8339.1992.tb01446.x).